# Cầu Kutai Kartanegara
Cầu Kutai Kartanegara (còn được gọi là Cầu Mahakam II) là một cây cầu kiểu dây võng nằm trên đảo Borneo thuộc tỉnh Đông Kalimantan, bắc ngang sông Mahakam và nối hai thị trấn Tenggarong and Samarinda.
Thoạt tiên cây cầu thiết kế là cầu dây võng dài 710 mét, hình dạng tương tự như Cầu Golden Gate ở San Francisco, Hoa Kỳ với phần nhịp cầu treo dài 270 mét. Công trình xây dựng bắt đầu vào năm 1995 và hoàn thành vào năm 2001. Cầu này là cầu treo dài nhất ở Indonesia.
Việc xây cất do hãng quốc doanh PT Hutama Karya thực hiện với chi phí 150 tỷ Rp (16,4 triệu USD).
Ngày 26 tháng 11 2011, cây cầu đột nhiên sập chỉ 9 năm sau khi khánh thành. Sự kiện làm 20 người chết, 39 người bị thương và một số vẫn còn mất tích trong vùng nước sâu 50 mét. Vào thời điểm cầu sập lúc 16h00 (giờ địa phương), công nhân đang thực hiện bảo trì trên cầu; một dây cáp treo đứt, thân cầu rơi xuống sông Mahakam, còn lại là hai tháp cầu và một số cáp treo còn lại.
Bộ Công chính Indonesia thiết lập ban đặc ủy điều tra nguyên nhân của vụ sập. Djoko Kirmanto, Bộ trưởng Bộ Công chính cho rằng "Đó là một sự kiện hy hữu đối với cây cầu thiết kế để dùng 30 năm nhưng đã sập chỉ vỏn vẹn trong 10 năm sử dụng."
Thư viện hình ảnh sau sự sụp đổ năm 2011
- Nhìn từ đường chính
- Phần còn lại của cây cầu
- Nhìn từ phía Bắc
- Hai cột trụ còn lại